# 제이미 다이먼
제이미 다이먼(영어: Jamie Dimon, 1956년 3월 13일 ~ )은 미국의 억만장자 사업가이다. 미국의 4대 은행 중에서 가장 큰 JP모간 체이스의 의장이자 대표이사이다.

## 생애
다이먼은 뉴욕 시에서 그리스 이민자 테오도어와 테미스의 세 아들들 중 하나로 태어났다.